# 尼爾森·奧利維拉
尼爾森・奧利維拉（Nelson Miguel Castro Oliveira），（1991年8月8日—）是葡萄牙的一名足球運動員。在場上司職前鋒。現時效力希臘足球超級聯賽的PAOK。

## 外部連結
- Stats and profile at Zerozero
- Stats at ForaDeJogo （页面存档备份，存于）
- Biography at Academia de Talentos （葡萄牙文）